# Behrouz Varghaiyan
Behrouz Varghaiyan (* 1. September 1956 in Täbris) ist ein Schweizer Bildhauer und Maler.

## Leben und Werk
Varghaiyan wuchs im Iran auf und studierte 1978/1979 an der École des Beaux Arts in Täbris. 1979 erhielt er zusammen mit Gillian White und Josef Briechle einen Beitrag an das künstlerische Schaffen vom Aargauer Kuratorium. Von 1980 bis 1983 studierte er an der École Nationale Supérieure des Beaux Arts in Paris. Danach lebte er in Italien und Frankreich, bis er sich 1984 in der Schweiz niederliess.
Behrouz Varghaiyan ist Mitglied der Visarte und ist seit 1986 in seinem Atelier in Rekingen tätig. Seine Werke stellte er in zahlreichen Gruppen- und Einzelausstellungen aus.